# Тараклія (Плопь)
Тараклія (рум. Taraclia) — село в Кантемірському районі Молдови. Входить до складу комуни, адміністративним центром якої є село Плопь.